# Orgaz

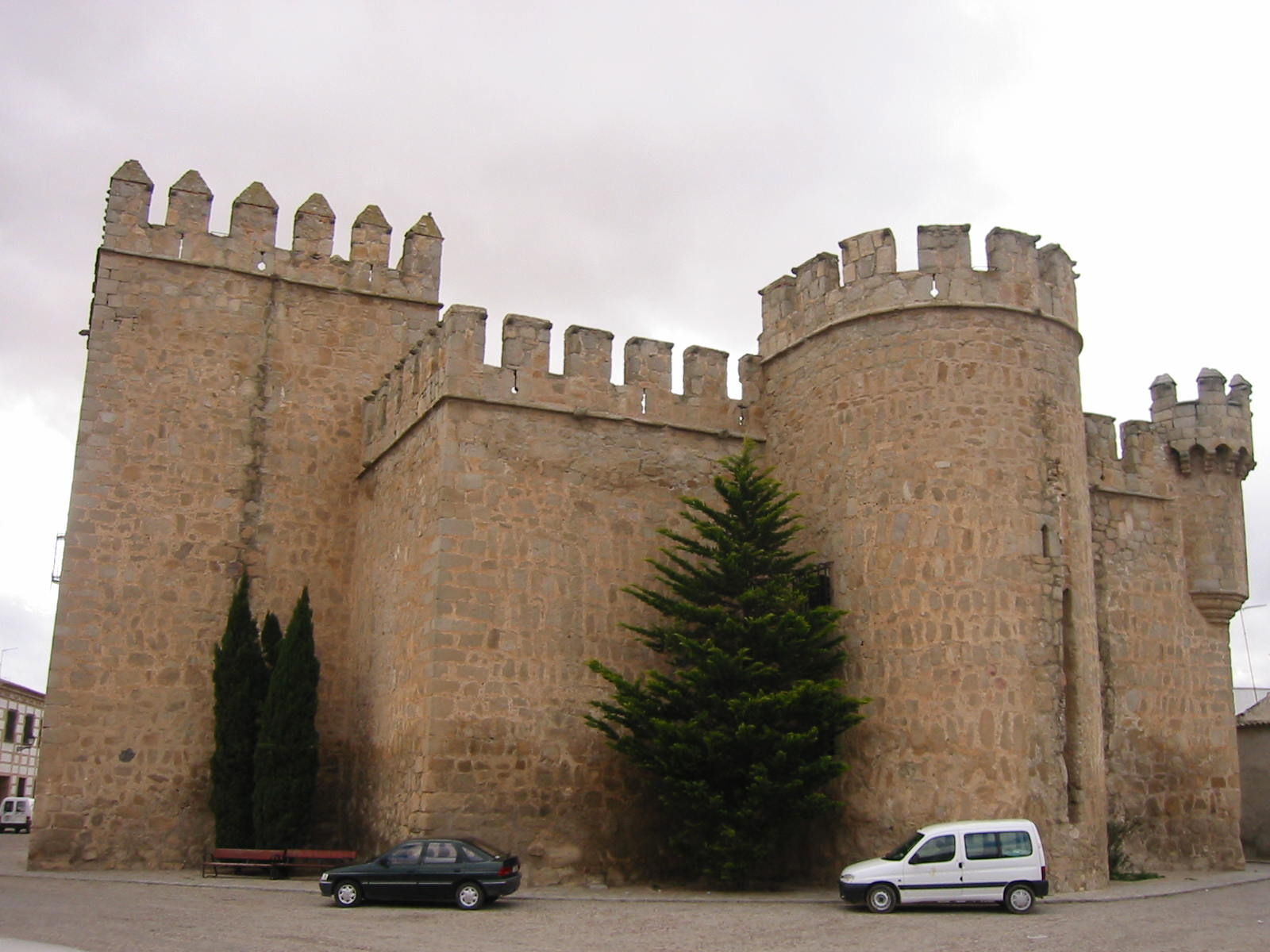
Borgen i Orgaz.

Orgaz är en ort och kommun i provinsen Toledo i den autonoma regionen Kastilien-La Mancha i centrala Spanien. Orten ligger cirka 26,5 kilometer sydost om Toledo. Kommunen har 2 595 invånare (2024), på en yta av 154,10 km².

## Historia
Staden kan vara den antika Barnices, som omnämns av Klaudios Ptolemaios som en ort i Carpetania. Första gången Orgaz omnämns i skrift är 1183 då namnet anges i en överenskommelse mellan ärkebiskopen av Toledo, Gonzalo Pétrez, och stormästaren av Calatravaorden, Nuño Pérez de Quiñones. Under Ferdinand III:s tid hörde Orgaz till Toledos jurisdiktion.
År 1344 överlämnade Peter den grymme Orgaz till sin informator Martín Fernández och mycket senare gav Karl I Orgaz i gåva till Álvaro Pérez de Guzmán.
Den 26 mars 1813, under spanska självständighetskriget, utkämpades skärmytslingen vid Orgaz, där två frivilliga kompanier från Katalonien och en kavalleriskvadron blev överfallna av en fransk förstärkt kavallerienhet.

## Ekonomi
Den huvudsakliga näringen i Orgaz har historiskt sett varit jordbruket. Under 1800-talet producerades vete, korn, havre, ärtväxter, johannesbröd, kikärter, olivolja och vin. Industrier var två tygfabriker, elva spritfabriker, sju fabriker som framställde salpeter, två garverier, tre oljekvarnar och två mjölkvarnar.